# Negotin
Negotin (em cirílico:Неготин) é uma vila e um município da Sérvia localizada no distrito de Bor, nas regiões de Timočka Krajina e Negotinska Krajina. A sua população era de 43551 habitantes no município e 17758 habitantes na vila segundo o censo de 2002.

## Demografia
| 1948  | 1953  | 1961  | 1971   | 1981   | 1991   | 2002   |
| ----- | ----- | ----- | ------ | ------ | ------ | ------ |
| 6 143 | 6 982 | 8 635 | 11 166 | 15 311 | 17 355 | 17 758 |